# Општинска народна библиотека "Вељко Петровић" Жабаљ
Општинска народна библиотека "Вељко Петровић" Жабаљ је јавна/народна библиотека општине Жабаљ, са централним објектом у насељу Жабаљ, унутар јужнобачког округа АП Војводине. У заметку је као народна библиотека насеља Жабаљ формира на крају Другог светског рата, а под данашњим званичним називом и у здању у ком се тренутно налази постоји од 2002. године као правно самостална установа.

## Историјат
Здање у ком се установа тренутно налази је подигнуто 1873. године са функцијом среске резиденције. У истој згради је до 1962. године функционисала здравствена станица са породилиштем. Након тога је здање било у служби рада Општинског народног универзитета, да би на крају у здање била усељена библиотека.

## Огранци
Решењем Народног одбора општине Жабаљ из 1962. године су установи припојене до тада народне библиотеке у Чуругу, Ђурђеву и Госпођинцима, које данас имају статус огранака над којима матичну функцију обавља централна библиотека у Жабљу. Тиме су сва четири насеља жабаљске општине утврдила библиотечку делатност и свако насеље на општини данас располаже засебним објектом у ком је смештен књижни фонд Општинске народне библиотеке "Вељко Петровић" Жабаљ (у даљем тексту: ОНБ). 

## Одељења
ОНБ у складу са обављањем функција јавне или народне библиотечке установе од значаја за становнике општине Жабаљ поседује Позајмно одељење за одрасле, Позајмно одељење за децу, Завичајно одељење, Одељење за набавку књижног и некњижног фонда и Одељење за пријем и стручну обраду библиотечког материјала.